# 1255

## Esdeveniments
- Lisboa esdevé la capital del Regne de Portugal[1]

## Necrològiques
- Mor Pere I d'Urgell (Pere de Portugal), primer senyor de Mallorca.